# Élections parlementaires italiennes de 2018
Les élections parlementaires italiennes de 2018 sont un scrutin de type parlementaire se déroulant le 4 mars 2018, à l'expiration naturelle de la XVIIe législature de la République italienne. Elles se tiennent à la suite de la dissolution du Parlement du 28 décembre 2017. Ce scrutin permet d'élire 315 des sénateurs et 630 députés.
Ces élections parlementaires ont lieu un peu plus d'un an après le référendum constitutionnel de 2016, à l'issue duquel une des plus importantes réformes constitutionnelles de l'après-guerre proposée par le gouvernement de Matteo Renzi a été largement rejetée par les électeurs ayant pris part au vote. En outre, l'adoption, par le Parlement en octobre 2017, d'une nouvelle loi électorale régissant les modalités propres aux élections parlementaires a été rendue nécessaire après l'abrogation partielle de la loi Calderoli et la censure, par la Cour constitutionnelle, de la loi électorale votée par les parlementaires en 2015 et baptisée « Italicum ».
Les députés et sénateurs élus à l'occasion de ces élections siègent pour la XVIIIe législature de la République italienne.
Les élections ont pour résultat un parlement sans majorité, aucune des trois principales forces politiques n'étant parvenue à obtenir la majorité absolue. Le Mouvement 5 étoiles arrive en tête et devient le premier parti au parlement avec près d'un tiers des sièges. Il est toutefois devancé par la Coalition de centre droit, au sein de laquelle la Ligue, droite populiste, s'impose face à une Forza Italia, centre droit, en fort déclin, tandis que le Parti démocrate du président du Conseil sortant Paolo Gentiloni, tout en restant le second parti observe un net recul. Son chef Matteo Renzi annonce le lendemain sa démission comme secrétaire de son parti.
Si l'absence d'une majorité claire et la perspective d'un blocage institutionnel, voire de nouvelle élections avec une loi électorale modifiée, étaient jugées très probables, la très bonne performance du Mouvement 5 étoiles et en particulier de la Ligue crée la surprise, tandis que le Parti démocrate observe un recul plus important qu'attendu.
Les négociations entre les différentes formations supervisées par le président de la République Sergio Mattarella durent plusieurs mois, frôlant à plusieurs reprises le risque d'un échec qui aurait mené à des élections anticipées. Une coalition est finalement formée le 1er juin 2018 entre le Mouvement 5 étoiles et la Ligue. Leurs dirigeants respectifs, Luigi Di Maio et Matteo Salvini, deviennent vice-présidents au sein d'un gouvernement dirigé par le juriste indépendant Giuseppe Conte.
Les élections se déroulent en même temps que les élections régionales en Lombardie et les élections régionales dans le Latium.

## Contexte

### Une situation politique instable
À l'issue des élections parlementaires (appelées élections politiques en Italie) des 24 et 25 février 2013, aucune des deux principales coalitions, dirigées par Pier Luigi Bersani pour le centre gauche et Silvio Berlusconi pour le centre droit, ne parvient à remporter la majorité absolue des sièges à la Chambre des députés et au Sénat, ce qui pose problème compte tenu du bicaméralisme parfait régi par la Constitution en vigueur en Italie. À cette confusion s'est ajouté le succès électoral du Mouvement 5 étoiles (M5S) dirigé par le comédien et humoriste Beppe Grillo, dont la percée a profondément bouleversé l'échiquier politique italien, jusqu'ici largement dominé par le bipartisme et désormais bouleversé par le succès d'une formation généralement qualifiée de populiste.
Après ces élections, la possibilité de voir le pays ingouvernable et fracturé en trois bloc hétérogènes est parue crédible et a inquiété les partenaires de l'Italie, notamment l'Union européenne, déjà préoccupée par la situation économique atone de la péninsule qui peine à sortir de la récession malgré les plans d'austérité préparés par le gouvernement Monti.
À quelques semaines de la fin de son septennat, le président de la République sortant, Giorgio Napolitano, âgé de 87 ans, a tenté de résoudre, par plusieurs moyens, la crise politique issue de ces élections ; après plusieurs tours de scrutin infructueux, il est finalement réélu le 20 avril 2013 par les grands électeurs, incapables de lui trouver un successeur susceptible de résoudre cette crise politique. Soucieux de préserver le pays des conséquences d'une crise post-électorale trop longue, le président Napolitano parvient à conjurer celle-ci en confiant la formation d'un gouvernement d'union nationale au démocrate Enrico Letta, qui n'est toutefois pas parvenu à convaincre le parti de Grillo de soutenir ledit cabinet, composé de plusieurs ministres représentant la coalition emmenée par Berlusconi.
Quelques mois plus tard, ceux-ci quittent le parti du Cavaliere pour fonder un nouveau parti de centre droit afin de protester contre l'influence de l'ex-président du Conseil dans la conduite des affaires publiques au gré de ses ennuis judiciaires, entamant ainsi le déclin progressif de Berlusconi qui, a de son côté, refondé son ancien parti Forza Italia.
Mais, contesté au sein de sa propre famille politique pour la lenteur des réformes entreprises par son gouvernement, Enrico Letta est finalement renversé par une motion de censure interne au Parti démocrate, dirigé par Matteo Renzi, qui le remplace à la présidence du Conseil le 22 février 2014. L'arrivée au pouvoir de ce jeune et ambitieux politicien, qui a promis d'envoyer « à la casse » la vieille classe politique, tend à bousculer encore un peu plus le paysage politique, en voie à une certaine forme de renouvellement incarnée par Renzi lui-même et ses plus fidèles, comme Maria Elena Boschi.

### L'hégémonie de Matteo Renzi sur le centre gauche
Résolu à être présenté comme un réformateur, Matteo Renzi a fait voter plusieurs lois qui ont réformé le pays, dont certaines lui ont valu quelques contestations au sein même de sa propre majorité lorsqu'il a, par exemple, voulu moderniser le marché du travail en introduisant le Jobs Act, une loi contestée par l'aile gauche du Parti démocrate ; en outre, le gouvernement Renzi a fait voter, par les parlementaires, un texte de loi ouvrant le droit, pour les couples de même sexe, à l'union civile, ce qui a toutefois suscité les réserves d'Alternative populaire d'Angelino Alfano, principal partenaire des démocrates au sein de la coalition.
Dans le même temps, Matteo Renzi parvient à imposer une certaine hégémonie sur le centre gauche qui fragilise, dans le même temps, le chef de file historique de la droite italienne, Silvio Berlusconi, avec lequel des accords ponctuels devaient être initialement conclus pour les réformes institutionnelles envisagées par le cabinet Renzi. Ainsi, au mois de janvier 2015, après la démission du président Giorgio Napolitano qui ne souhaitait pas mener son second septennat jusqu'à son terme, Renzi s'est résolu à présenter la candidature du juge constitutionnel Sergio Mattarella.
Ayant promis, dès son arrivée au pouvoir, de mettre un terme au bicamérisme parfait, Matteo Renzi et son exécutif ont présenté, dès le mois d'avril 2014, un projet de loi diminuant considérablement les pouvoirs du Sénat de la République ; alors que les membres de la chambre haute étaient jusqu'à présent désignés en même temps que les députés, cette réforme ferait de cette institution un organe élu au suffrage indirect, constitué de cent membres dont quatre-vingt-quinze élus parmi les conseils régionaux et cinq par le président de la République. Adopté par les députés puis par les sénateurs, le projet est ensuite soumis, le 4 décembre 2016, par référendum, aux citoyens italiens qui le rejettent massivement par 59, 1 % des voix en faveur du « non » contre 40,8 % pour le « oui ».

### Crise des migrants et effet sur la droite

#### Crise migratoire et montée de l'anti-immigrationnisme
Depuis le début de la crise migratoire en Europe, l'Italie est aux premiers rangs et l'un des principaux points d'entrée en Europe — voire la principale entrée en 2017. Ainsi, entre 2014 et 2017, 630 000 migrants ont débarqué en Italie. Bien que tous les migrants ne restent pas forcément sur le territoire italien et que beaucoup tentent de rejoindre d'autres pays, l'afflux provoque des tensions qui se traduisent électoralement par une montée de l'extrême droite et de la droite dure, liée en partie à l'explosion de la délinquance et de la violence qui entraine une hausse du sentiment d'instabilité depuis l’arrivée des migrants et la piètre gestion de la crise. Ces-dernières sont représentées dans ces élections par Forza Italia et la Ligue. Ces deux partis qui basent en partie leurs campagnes sur une politique anti-immigration dure enchaînent les victoires électorales, en récupérant par exemple les régions de Ligurie et de Sicile, et les villes de Gènes, Venice ou Trieste, gouvernées par la gauche depuis des années. L'on assiste également au cours de la campagne à des actions symboliquement violentes de la part de ces partis ou de groupuscules, comme un rassemblement de militants de la Ligue qui brûlent en effigie Laura Boldrini la présidente de la Chambre des députés, ou qui publient des photomontages d'elle égorgée.
À l'instar de cette montée de l'extrême droite et de la droite dure, aux élections municipales de 2017, la très grande majorité des 400 maires qui avaient adhéré au programme gouvernemental de répartition des réfugiés sur le territoire (3 pour 1 000 habitants) ont connu un grand revers électoral.

#### Meurtre de Pamela Mastropietro
En janvier 2018, Pamela Mastropietro, une jeune fille de 18 ans, est violée, tuée à coup de couteau, écorchée vive et démembrée à Macerata. Ce meurtre choque l'Italie. Le principal suspect, interpellé, est un Nigérian trafiquant de drogue et demandeur d'asile. Par la suite deux autres Nigérians seront aussi arrêtés et l'homicide volontaire sera établi.

#### Fusillade raciste de Macerata
En réaction, le 3 février 2018, Luca Traini décide de tirer depuis sa voiture sur des Africains à Macerata. Il vide ainsi deux chargeurs de pistolet semi-automatique sur des personnes noires croisées au hasard. Cette fusillade blesse six personnes dont quatre gravement. Traini se drape du drapeau tricolore et se laisse ensuite interpeller devant le monument aux morts en criant « L'Italie aux Italiens » et « Dehors les Noirs ! »,. Il explique ensuite aux policiers avoir voulu tuer des Africains à la suite du meurtre de Mastropietro. Mein Kampf, un livre d'histoire sur Benito Mussolini et des magazines néofascistes sont trouvés dans sa chambre. Une fois son identité révélée publiquement, il est rapidement remarqué que Luca Traini était un candidat de la Ligue lors des élections municipales de 2017. Cette fusillade, associée aux actions symboliquement violentes précédemment mentionnées, enveniment la campagne électorale, d'autant plus que Matteo Salvini, chef de la Ligue, déclare que « la responsabilité morale de la fusillade incombe à ceux qui ont rempli le pays de réfugiés ». Pour le président du Sénat, Pietro Grasso, candidat aux élections sous l'étiquette de la formation de gauche Libres et égaux, Matteo Salvini « ne fait qu'envenimer la haine et la violence en capitalisant sur ces tragédies humaines à pure fin électorale ». Le député de gauche Benedetto Della Vedova, demande que Salvini « s'arrête avant de déclencher une guerre civile ». Silvio Berlusconi, allié à Matteo Salvini, « condamne le geste d'un déséquilibré », sans toutefois désavouer son allié et « attire de nouveau l'attention sur le problème de la sécurité dans les villes ».
Le soir du 8 février 2018, plusieurs dizaines de militants du groupe néofasciste Forza Nuova manifestent contre l'immigration et adressent le salut fasciste à la police de Macerata, ce qui cause des heurts avec ces derniers. Par la suite, le maire centre gauche de la ville, Romano Carancini, interdit tous les rassemblements. Cependant, la préfecture autorise un grand rassemblement contre le racisme pour le 10 février au soir, bien que par sécurité les écoles restent fermées, les commerces ferment à la mi-journée et que la messe du samedi soir soit annulée. Toutefois, malgré les craintes, ce rassemblement se passe sans le moindre problème. Plusieurs milliers de personnes défilent à l'appel d'associations antifascistes, d'ONG, de syndicats mais aussi de quelques formations politiques de gauche. Il y a 10 000 manifestants selon la préfecture, et 30 000 selon les organisateurs. Parmi les manifestants, l'on trouve entre-autres une centaine de manifestants antifascistes venus de Pise, des migrants africains en attente de naturalisation, des Italiens noirs venus dénoncer le racisme diffus et des habitants de Macerata choqués par la fusillade.

## Système électoral

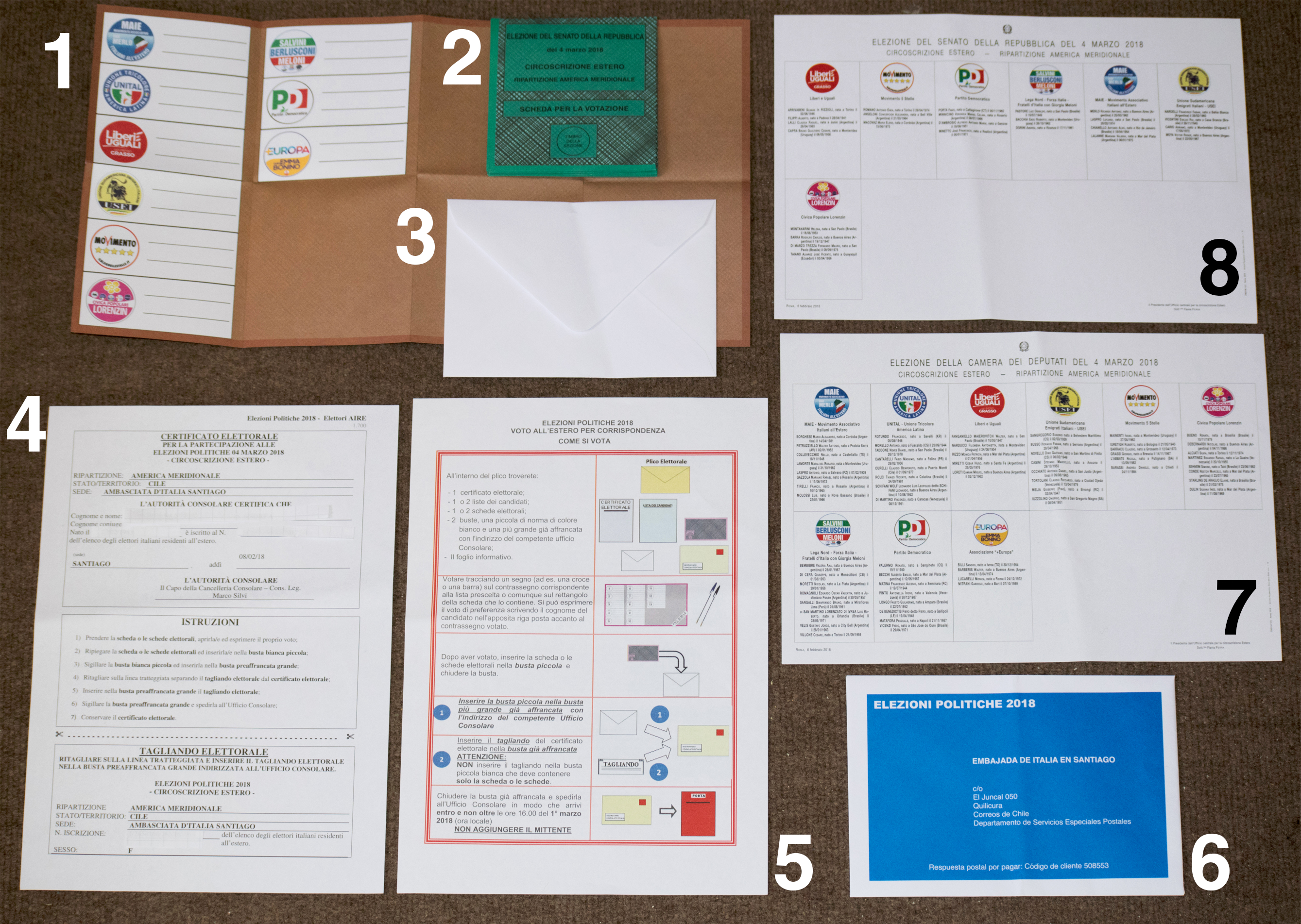
Propagande électorale envoyée aux électeurs en Amérique du Sud (mode de scrutin distinct de celui en métropole)

### Contexte
Le système électoral pour l'élection des membres de la Chambre des députés avait été modifié par la loi Italicum du 6 mai 2015. Mais cette loi avait fait l'objet d'une déclaration partielle d'inconstitutionnalité par la Cour constitutionnelle en janvier 2017 et n'a jamais été appliquée.
Le mode d'élection des membres du Sénat de la République restait régi par la loi 270 du 21 décembre 2005, qui s'appliquait déjà pour les trois précédentes élections parlementaires. Cependant, la loi avait été jugée en partie inconstitutionnelle par la Cour constitutionnelle en décembre 2013.
Une réforme électorale a donc été entreprise en 2017 pour unifier ces deux modes d'élections qui risquaient de rendre l'Italie ingouvernable du fait de leurs divergences. C'est ainsi que la loi Rosatellum bis a été promulguée le 3 novembre 2017 pour instaurer un système mixte pour les deux chambres du Parlement. Il s'agit donc de la loi applicable pour ce scrutin, remisant l'Italicum sans que ce régime n'ait pu être appliqué une seule fois.

### Fonctionnement

Le bulletin de vote utilisé en Italie

Sont convoqués 46 604 925 électeurs pour la Chambre et 42 871 428 pour le Sénat où ne votent que les électeurs de plus de 25 ans. Les élections se déroulent sur un seul tour de scrutin, le dimanche 4 mars, de 7 h à 23 h, et utilisent un système proportionnel mixte, avec 37 % de sièges alloués au scrutin uninominal majoritaire à un tour et 63 % au scrutin proportionnel, dont 2 % réservés pour les Italiens résidant à l'étranger (vote par correspondance uniquement). Le Sénat et la Chambre des députés utilisent tous deux la méthode de Hare pour l'attribution des sièges. Le seuil est de 3 % pour avoir des élus à la proportionnelle (plus un seuil de 20 % sur une base régionale au Sénat). Ce seuil est porté à 10 % pour les coalitions. En dessous de 1 % les voix obtenues par les partis en coalition ne comptent pas.
Cette loi a également ré-introduit les listes fermées de parti, interdisant à nouveau aux électeurs le vote préférentiel, ce qui avait été autorisé dans la loi électorale de 2015, l'Italicum.
Lors du vote, il est fourni aux électeurs un bulletin comportant des candidats en tête de plusieurs tableaux séparés dans lesquels figurent les symboles (dans un cercle à cocher) d'une ou des listes qui le soutiennent (voir bulletin ci contre). Il est possible de voter de plusieurs manières :
1. L'électeur peut entourer ou faire une marque sur le sigle d'une liste. Dans ce cas, un vote est attribué à celle-ci pour le décompte du scrutin proportionnel, ainsi qu'à son candidat dans la circonscription pour le scrutin majoritaire.
2. L'électeur peut également entourer le nom du candidat parmi la liste qu'il a choisi, mais cela est superflu. Il ne peut en revanche pas désigner une liste d'une part, et le candidat d'un tableau d'une autre liste d'autre part. Ni entourer plus d'un sigle de liste, même au sein d'une coalition. Le panachage étant interdit, ces votes sont considérés comme nuls.
3. L'électeur peut en revanche n'entourer que le nom d'un candidat. Si une seule liste le soutient, cela revient au même que précédemment. En revanche, si plusieurs listes le soutiennent, le vote au scrutin de liste est réparti en fractions égales à chacune des listes.

Les coalitions de plusieurs partis voient ainsi leurs candidats élus en commun par l'addition de l’ensemble de leurs voix au scrutin majoritaire dans chacune des circonscriptions, tandis que chacun des partis de la coalition se voient attribué des sièges à la proportionnelle selon ses voix propres, obtenus par vote direct ou fractionné.
La circonscription dévolue aux Italiens de l'étranger, dite circonscription extérieure, a pour particularité de ne relever que de la règle de la proportionnelle. Le bulletin de vote y est par conséquent différent : les électeurs choisissent un parti parmi les listes proposées, qui détaillent chacune les noms d'autant de candidats que de sièges à pourvoir. Les électeurs ont la possibilité d'effectuer un vote préférentiel au sein de la liste qu'ils choisissent, mais pas un panachage entre plusieurs listes.

### Chambre des députés
La Chambre des députés est composée de 630 députés élus pour cinq ans, dont :
- 232 sont élus à la majorité relative dans autant de circonscriptions uninominales.
- 398 sont élus par la représentation proportionnelle nationale.
  - Ils sont ensuite répartis dans des circonscriptions plurinominales dont le cadre ne dépasse pas le territoire régional avec un seuil électoral de facto de 3 %.
- Sur ces 398, 12 sont élus par les Italiens de l'étranger dans des circonscriptions plurinominales, au scrutin de liste avec possibilité d'un vote préférentiel.

La chambre des députés est élue sur un bulletin de vote unique. Le bulletin de vote comprend le candidat au scrutin uninominal de la circonscription et les partis et les listes qui le soutiennent, ce qui est utilisé pour déterminer l'attribution proportionnelle des sièges au niveau régional, avec un seuil minimal de 3 %.

### Sénat de la République
Le Sénat de la République est composé 315 sénateurs élus pour cinq ans par les électeurs ayant plus de 25 ans, dont :
- 116 sont élus à la majorité relative dans autant de circonscriptions uninominales.
- 199 sont élus à la représentation proportionnelle dans des circonscriptions plurinominales régionales avec un seuil électoral de 20 % (régional) ou de 3 % (national).
- Sur ces 199, 6 sont élus par les Italiens de l'étranger dans des circonscriptions plurinominales
- À ces 315 sénateurs s'ajoutent un petit nombre variable de sénateurs à vie, composé d'anciens présidents de la République et de cinq autres personnalités nommées à vie pour leurs mérites par le président de la République.

Comme pour la chambre, le Sénat est élu sur un bulletin de vote unique.

### Résumé graphique
| Chambre des députés                                                  | Chambre des députés                                                  | Chambre des députés                                                  | Chambre des députés                                                  | Sénat de la République                              | Sénat de la République                              | Sénat de la République                              |
| Mode d'élection de la Chambre des députés avec la loi Rosatellum bis | Mode d'élection de la Chambre des députés avec la loi Rosatellum bis | Mode d'élection de la Chambre des députés avec la loi Rosatellum bis | Mode d'élection de la Chambre des députés avec la loi Rosatellum bis | Mode d'élection du Sénat avec la loi Rosatellum bis | Mode d'élection du Sénat avec la loi Rosatellum bis | Mode d'élection du Sénat avec la loi Rosatellum bis |
| Méthode                                                              | Méthode                                                              | Sièges                                                               | %                                                                    | Méthode                                             | Sièges                                              | %                                                   |
|                                                                      | Uninominal                                                           | 232                                                                  | 37 %                                                                 | Uninominal                                          | 116                                                 | 37 %                                                |
|                                                                      | Proportionnelle                                                      | 386                                                                  | 61 %                                                                 | Proportionnelle                                     | 193                                                 | 61 %                                                |
|                                                                      | Résidents à l'étranger                                               | 12                                                                   | 2 %                                                                  | Résidents à l'étranger                              | 6                                                   | 2 %                                                 |

### Analyse
Pour Marc Lazar, cette loi électorale pourrait « avantager les partis du centre droit bien implantés dans le nord du pays, favoriser le Parti démocrate dans la partie centrale du pays, son grand bastion qui tend néanmoins à se lézarder. A priori, le nouveau mode de scrutin pénalise le Mouvement 5 étoiles, qui est fort mais reste seul. À [la veille du scrutin], il semble improbable qu’une majorité claire se dégage à la Chambre des députés et au Sénat, même si le centre droit semble porté par une dynamique électorale qui pourrait peut-être lui permettre de l'emporter ». Pour Raffaele Landani, professeur de science politique à l'université de Bologne, « L'Italie demeure divisée en deux blocs, l’un de droite et l’autre de gauche, qui ne parviennent pas à avoir une majorité claire forte et stable. Le 4 mars, on risque de voir se répéter le scénario que nous avons connu ces vingt-cinq dernières années, marquées par une alternance entre gouvernements populistes et gouvernements techniques. ». Selon la fondation Robert-Schuman, étant « davantage proportionnelle que majoritaire, [elle] ne garantit en rien la constitution d’une majorité post-électorale stable ».
Selon le politologue Luca Manucc, « Les grandes formations qui gouvernent l’Italie depuis vingt ans sont responsables d’une croissance atone, d’un chômage élevé (surtout chez les jeunes) et d’une dette publique incontrôlée. Combiné à des scandales de corruption en série liés à l’omniprésence de la Mafia, ce bilan calamiteux a réduit en miettes la confiance de la population à l’égard de ses dirigeants. Le M5S est donc perçu par beaucoup comme une échappatoire, une promesse de revanche sur un appareil politique assimilé à une caste uniquement soucieuse de ses privilèges. »

## Forces en présence
| Coalition | Coalition                                              | Parti                                                  | Parti                                                                                   | Idéologie                                                                       | Dirigeant                    |
| --------- | ------------------------------------------------------ | ------------------------------------------------------ | --------------------------------------------------------------------------------------- | ------------------------------------------------------------------------------- | ---------------------------- |
|           | Coalition de centre gauche                             |                                                        | Parti démocrate (PD)                                                                    | Centre gauche Social-démocratie, social-libéralisme                             | Matteo Renzi                 |
|           | Coalition de centre gauche                             | +Europa (+Eu)                                          | Centre Social-libéralisme, libéralisme économique, europhilie                           | Emma Bonino                                                                     |                              |
|           | Coalition de centre gauche                             | Italie Europe Ensemble (IEI)                           | Centre gauche Social-démocratie, progressisme, écologie politique                       | Giulio Santagata                                                                |                              |
|           | Coalition de centre gauche                             | Civique populaire (CP)                                 | Centre Démocratie chrétienne                                                            | Beatrice Lorenzin                                                               |                              |
|           | Coalition de centre gauche                             | SVP - PATT                                             | Centre Régionalisme, autonomisme, démocratie chrétienne                                 | Philipp Achammer                                                                |                              |
|           | Coalition de centre gauche                             | Vallée d'Aoste, tradition et progrès (VdA)             | Centre Régionalisme, autonomisme, démocratie chrétienne                                 | Alessia Favre                                                                   |                              |
|           | Coalition de centre droit                              |                                                        | Forza Italia (FI)                                                                       | Centre droit Libéral-conservatisme, libéralisme, démocratie chrétienne          | Silvio Berlusconi            |
|           | Coalition de centre droit                              | Ligue (Lega)                                           | Droite à extrême droite Fédéralisme, nationalisme, populisme de droite, euroscepticisme | Matteo Salvini                                                                  |                              |
|           | Coalition de centre droit                              | Frères d'Italie (FdI)                                  | Droite à extrême droite National-conservatisme, populisme de droite, euroscepticisme    | Giorgia Meloni                                                                  |                              |
|           | Coalition de centre droit                              | Nous avec l'Italie - UdC (NcI-UdC)                     | Centre droit Libéral-conservatisme, libéralisme, démocratie chrétienne                  | Raffaele Fitto                                                                  |                              |
|           | Mouvement 5 étoiles (M5S)                              | Mouvement 5 étoiles (M5S)                              | Mouvement 5 étoiles (M5S)                                                               | Gauche à droite Anti-corruption, démocratie directe, populisme, euroscepticisme | Luigi Di Maio                |
|           | Libres et égaux (LeU)                                  | Libres et égaux (LeU)                                  | Libres et égaux (LeU)                                                                   | Gauche Social-démocratie, écosocialisme                                         | Pietro Grasso                |
|           | Pouvoir au peuple (PaP)                                | Pouvoir au peuple (PaP)                                | Pouvoir au peuple (PaP)                                                                 | Gauche radicale Communisme, écosocialisme, populisme de gauche, euroscepticisme | Viola Carofalo               |
|           | CasaPound Italia                                       | CasaPound Italia                                       | CasaPound Italia                                                                        | Extrême droite Néofascisme, nationalisme révolutionnaire, anticapitalisme       | Simone Di Stefano            |
|           | Le Peuple de la famille                                | Le Peuple de la famille                                | Le Peuple de la famille                                                                 | Centre droit Conservatisme sociétal                                             | Mario Adinolfi (it)          |
|           | Parti communiste                                       | Parti communiste                                       | Parti communiste                                                                        | Extrême gauche Communisme, marxisme-léninisme, euroscepticisme                  | Marco Rizzo                  |
|           | Parti républicain italien - ALA                        | Parti républicain italien - ALA                        | Parti républicain italien - ALA                                                         | Centre Social-libéralisme, régionalisme                                         | Corrado De Rinaldis Saponaro |
|           | L'Italie aux Italiens (Forza Nuova - Flamme tricolore) | L'Italie aux Italiens (Forza Nuova - Flamme tricolore) | L'Italie aux Italiens (Forza Nuova - Flamme tricolore)                                  | Extrême droite Néofascisme, ultranationalisme, euroscepticisme                  | Roberto Fiore                |
|           | Pour une gauche révolutionnaire                        | Pour une gauche révolutionnaire                        | Pour une gauche révolutionnaire                                                         | Extrême gauche Communisme, trotskisme, antistalinisme                           | Claudio Bellotti             |

### Autres listes mineures
- 10 volte meglio, conduite par Andrea Dusi, présente dans 14 circonscriptions, uniquement celles de la Chambre ;
- Autodeterminatzione, Anthony Muroni (it), présente uniquement en Sardaigne, pour la Chambre et le Sénat ;
- Blocco Nazionale per le libertà, Massimo Renato Lorenzo Mallucci de Mulucci, dans 5 circonscriptions de la Chambre ;
- Democrazia Cristiana, Gianni Fontana, uniquement dans le Latium (Sénat) ;
- Destre Unite - Forconi, Massimiliano Panero, 2 circonscriptions du Sénat ;
- Free Flights to Italy, présente uniquement en Amérique du Nord et centrale (Chambre)
- Grande Nord, Marco Reguzzoni, 4 circonscriptions pour la Chambre et 2 pour le Sénat
- Italia nel Cuore, Mauro Tiboni, uniquement en Lombardie-3 pour la Chambre ;
- Lista del Popolo per la Costituzione, Antonio Ingroia, 9 circonscriptions pour la Chambre et 7 pour le Sénat ;
- MAIE, Ricardo Merlo, Amériques (Chambre et Sénat) ;
- Movimento delle Libertà, uniquement en Europe (Chambre et Sénat) ;
- Patto per l'Autonomia, Massimo Moretuzzo, uniquement en Frioul Vénétie julienne ;
- Per Tutti - Pour Tous - Pe Tcheut, (ALPE, Stella Alpina et Pour notre vallée), Vallée d'Aoste (Chambre et Sénat) ;
- Rinascimento Mir, Gerardo Meridio, uniquement en Frioul Vénétie julienne (Chambre et Sénat) ;
- Risposta Civica, uniquement en Vallée d'Aoste (Chambre et Sénat) ;
- SìAmo, Dario Miedico, Frioul Vénétie julienne (Chambre et Sénat) ;
- SMS - Stato Moderno Solidale, Silvana Arbia, uniquement en Basilicate (Sénat) ;
- UNITAL (Unione Tricolore America Latina), Fabio Cantarelli, uniquement en Amérique du Sud (Chambre) ;
- USEI, Eugenio Sangregorio, uniquement en Amérique du Sud (Chambre et Sénat).

## Campagne

### +Europa
+Europa présente comme leader Emma Bonino, ancienne ministre des Affaires étrangères et ancienne commissaire européenne à la Consommation. Elle comprend les Radicaux italiens, Forza Europa de Benedetto Della Vedova, le Centre démocrate de Bruno Tabacci.

### Italie Europe Ensemble
Italie Europe Ensemble est une coalition qui rassemble le Parti socialiste italien (PSI), la Fédération des Verts et l'Area Progressista de Michele Ragosta. Elle a obtenu le soutien de Romano Prodi.

### Un virage modéré au Mouvement 5 étoiles
Luigi Di Maio est élu à la tête du Mouvement 5 étoiles en septembre 2017 dans le cadre d'une primaire interne.
Considéré comme davantage modéré que ses prédécesseurs, il aborde les élections sur un ton moins anti système et révolutionnaire. Le mouvement revient notamment sur son principe de non alliance avec d'autres partis et, le 22 janvier 2018, présente un programme en vingt points devant servir de base pour d'éventuelles négociations au lendemain du 4 mars. L'absence d'un référendum sur la sortie de l'euro y est particulièrement remarquée. L'abandon de cette promesse à haut risque va alors dans le sens voulu par Di Maio de concentrer la campagne du Mouvement 5 étoiles sur l'économie, la réduction des impôts, la lutte contre la corruption, la simplification administrative et la lutte contre « l’immigration incontrôlée ».

### Ligue
En choisissant de supprimer la mention « Nord » du symbole électoral de son parti (sans changer son nom officiel), Matteo Salvini a renouvelé la ligne de la Ligue du Nord, gommant le régionalisme sécessionniste du parti pour une approche populiste qu'il revendique et fédéraliste. Bien qu'alliée à Forza Italia de Silvio Berlusconi, la Ligue espère arriver devant son allié.

### Civique populaire
Après le renoncement d'Angelino Alfano, la coalition de centre gauche Civique populaire, dirigée par la ministre de la Santé Beatrice Lorenzin, regroupe l'Alternative populaire, Italie des valeurs, les Centristes pour l'Europe, Démocratie solidaire, l'Union pour le Trentin, l'Union populaire chrétienne et l'Italie est populaire.

## Sondages
Graphique synthétisant les résultats des sondages réalisés depuis les élections précédentes du 25 février 2013.

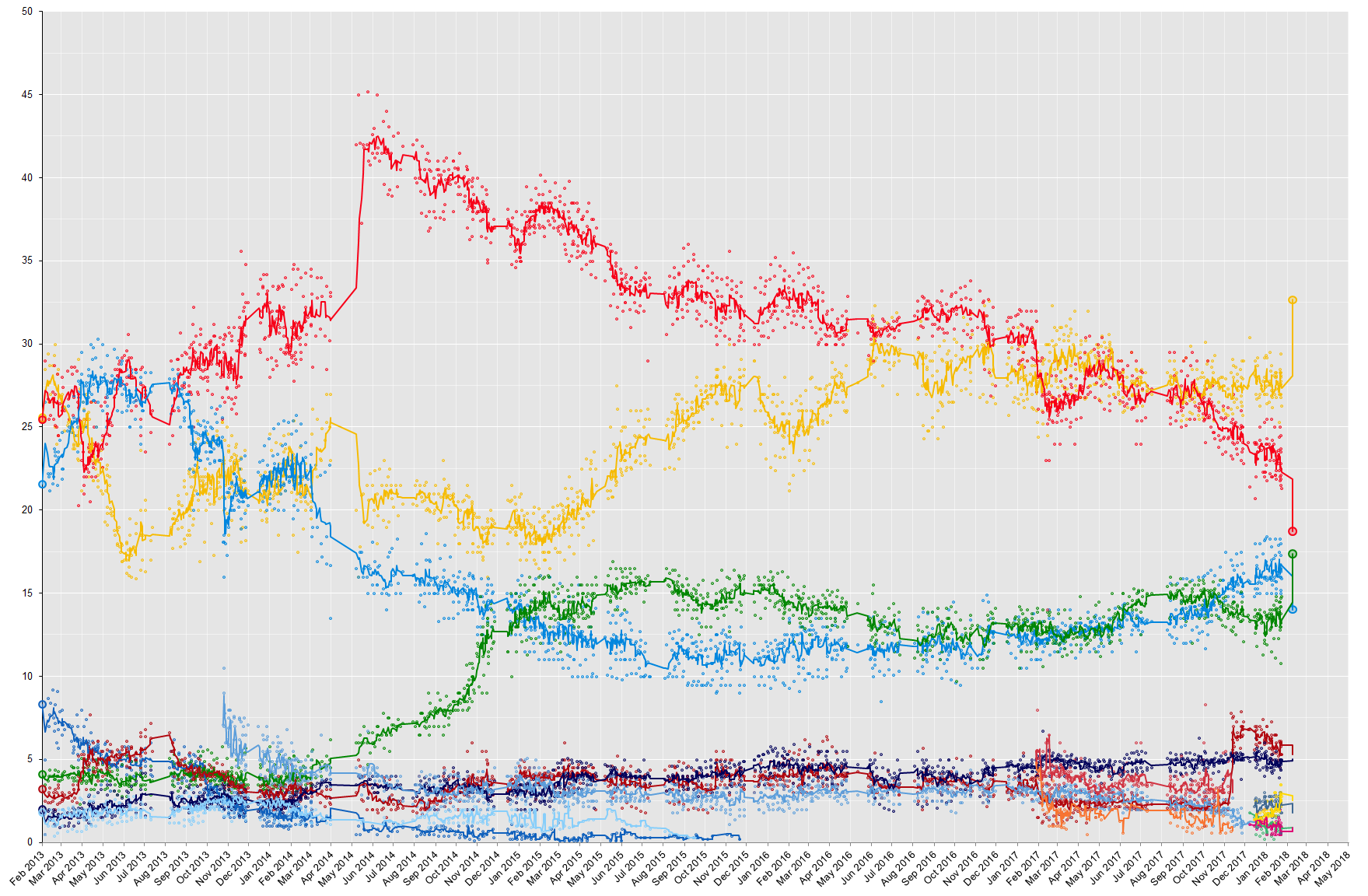
La couleur de chaque ligne correspond à un parti politique :

- Parti démocrate (PD)
- Mouvement 5 étoiles (M5S)
- Forza Italia (FI)
- Choix civique pour l'Italie (SC)
- Alternative populaire (AP)
- Ligue (Lega)
- Gauche, écologie et liberté (SEL)
- Frères d'Italie (FdI)
- Union de centre (UdC)
- Article 1er - Mouvement démocrate et progressiste (MDP)
- Camp progressiste (en) (CP)
- Libres et égaux (LeU)
- Italie Europe Ensemble (I)
- Civique populaire (CP)
- Nous avec l'Italie (NcI)

## Résultats

### Participation
Dans les 7 958 bureaux de vote ouverts en Italie, sans tenir compte des Italiens de l'étranger, le pourcentage de votants s'élève à 19,43 % à midi puis à 58,40 % à 19 heures, pour un total de participation de 72,93 % à la clôture des bureaux de vote à 23 heures. Lors des élections précédentes en 2013, elle avait été de 75,04 %.

### Résultats simplifiés
| Coalition | Coalition                                      | Parti                                          | Parti                                          | Députés   | +/-           | Sénateurs | +/-           |
| --------- | ---------------------------------------------- | ---------------------------------------------- | ---------------------------------------------- | --------- | ------------- | --------- | ------------- |
|           | Coalition de centre droit                      |                                                | Ligue                                          | 125 / 630 | 107           | 58 / 315  | 40            |
|           | Coalition de centre droit                      | Forza Italia                                   | 104 / 630                                      | 6         | 57 / 315      | 41        |               |
|           | Coalition de centre droit                      | Frères d'Italie                                | 32 / 630                                       | 23        | 18 / 315      | 18        |               |
|           | Coalition de centre droit                      | Nous avec l'Italie-UdC                         | 4 / 630                                        | Nv.       | 4 / 315       | Nv.       |               |
| Total     | Total                                          | 265 / 630                                      | 138                                            | 137 / 315 | 20            |           |               |
|           | Mouvement 5 étoiles                            | Mouvement 5 étoiles                            | Mouvement 5 étoiles                            | 228 / 630 | 119           | 112 / 315 | 58            |
|           | Coalition de centre gauche                     |                                                | Parti démocrate                                | 111 / 630 | 186           | 53 / 315  | 58            |
|           | Coalition de centre gauche                     | Autres (5)                                     | 10 / 630                                       | 37        | 7 / 315       | 5         |               |
| Total     | Total                                          | 121 / 630                                      | 223                                            | 60 / 315  | 63            |           |               |
|           | Libres et égaux                                | Libres et égaux                                | Libres et égaux                                | 14 / 630  | Nv.           | 4 / 315   | Nv.           |
|           | Mouvement associatif des Italiens à l'étranger | Mouvement associatif des Italiens à l'étranger | Mouvement associatif des Italiens à l'étranger | 1 / 630   | 1             | 1 / 315   | en stagnation |
|           | Union sud-américaine des émigrés italiens      | Union sud-américaine des émigrés italiens      | Union sud-américaine des émigrés italiens      | 1 / 630   | en stagnation | 1 / 315   | en stagnation |

### À la Chambre des députés

#### Résultats nationaux
|                          |                                                       |                                                       |                                                       |                  |                  |                  |                 |                 |                 |                 |                        |                        |                        |               |               |
| Coalition                | Coalition                                             | Parti                                                 | Parti                                                 | Circonscriptions | Circonscriptions | Circonscriptions | Proportionnelle | Proportionnelle | Proportionnelle | Proportionnelle | Italiens de l'étranger | Italiens de l'étranger | Italiens de l'étranger | Total sièges  | +/-           |
| Coalition                | Coalition                                             | Parti                                                 | Parti                                                 | Voix             | %                | S                | Voix            | %               | +/-             | S               | Voix                   | %                      | S                      | Total sièges  | +/-           |
|                          | Coalition de centre droit (CDX)                       |                                                       | Ligue (Lega)                                          | 12 169 466       | 36,98            | 50               | 5 698 687       | 17,35           | 13,26           | 73              | 240 702                | 21,43                  | 2                      | 125           | 107           |
|                          | Coalition de centre droit (CDX)                       | Forza Italia (FI)                                     | 44                                                    | 12 169 466       | 36,98            | 4 596 956        | 14,00           | 7,56            | 59              | 1               | 240 702                | 21,43                  | 104                    | 6             |               |
|                          | Coalition de centre droit (CDX)                       | Frères d'Italie (FdI)                                 | 13                                                    | 12 169 466       | 36,98            | 1 429 550        | 4,35            | 2,39            | 19              | 0               | 240 702                | 21,43                  | 32                     | 23            |               |
|                          | Coalition de centre droit (CDX)                       | Nous avec l'Italie - UdC (NcI)                        | 4                                                     | 12 169 466       | 36,98            | 427 152          | 1,30            | 0,49            | 0               | 12 396          | 1,10                   | 0                      | 4                      | Nv.           |               |
| Total                    | Total                                                 | 111                                                   | 12 152 345                                            | 12 169 466       | 36,98            | 37,00            | 7,82            | 151             |                 |                 | 3                      | 265                    | 138                    |               |               |
|                          | Mouvement 5 étoiles (M5S)                             | Mouvement 5 étoiles (M5S)                             | Mouvement 5 étoiles (M5S)                             | 10 748 065       | 32,66            | 93               | 10 732 066      | 32,68           | 7,12            | 133             | 197 346                | 17,57                  | 1                      | 227           | 118           |
|                          | Coalition de centre gauche (CSX)                      |                                                       | Parti démocrate (PD)                                  | 7 506 723        | 22,81            | 21               | 6 161 896       | 18,76           | 6,67            | 86              | 297 153                | 26,45                  | 5                      | 112           | 185           |
|                          | Coalition de centre gauche (CSX)                      | +Europa (+Eu)                                         | 2                                                     | 7 506 723        | 22,81            | 841 468          | 2,56            | Nv.             | 0               | 64 350          | 5,73                   | 1                      | 3                      | en stagnation |               |
|                          | Coalition de centre gauche (CSX)                      | Italie Europe Ensemble (IEI)                          | 1                                                     | 7 506 723        | 22,81            | 190 601          | 0,58            | Nv.             | 0               |                 |                        |                        | 1                      | en stagnation |               |
|                          | Coalition de centre gauche (CSX)                      | Civique populaire (CP)                                | 2                                                     | 7 506 723        | 22,81            | 178 107          | 0,54            | Nv.             | 0               | 32 071          | 2,85                   | 0                      | 2                      | en stagnation |               |
|                          | Coalition de centre gauche (CSX)                      | SVP - PATT                                            | 2                                                     | 7 506 723        | 22,81            | 134 651          | 0,41            | 0,02            | 2               |                 |                        |                        | 4                      | 1             |               |
|                          | Coalition de centre gauche (CSX)                      | Vallée d'Aoste (VdA)                                  | 14 429                                                | 0,04             | 0                |                  |                 |                 |                 | 0               | 1                      |                        |                        |               |               |
| Total                    | Total                                                 | 7 521 152                                             | 22,86                                                 | 28               | 7 506 723        | 22,86            | 6,69            | 88              |                 |                 | 6                      | 122                    | 223                    |               |               |
|                          | Libres et égaux (LeU)                                 | Libres et égaux (LeU)                                 | Libres et égaux (LeU)                                 | 1 114 799        | 3,39             | 0                | 1 114 799       | 3,39            | Nv.             | 14              | 64 523                 | 5,74                   | 0                      | 14            | 14            |
|                          | Mouvement associatif des Italiens à l'étranger (MAIE) | Mouvement associatif des Italiens à l'étranger (MAIE) | Mouvement associatif des Italiens à l'étranger (MAIE) |                  |                  |                  |                 |                 |                 |                 | 107 236                | 9,55                   | 1                      | 1             | 1             |
|                          | Union sud-américaine des émigrés italiens (USEI)      | Union sud-américaine des émigrés italiens (USEI)      | Union sud-américaine des émigrés italiens (USEI)      | 68 291           | 6,08             | 1                | 1               | en stagnation   |                 |                 |                        |                        |                        |               |               |
|                          | Pouvoir au peuple (PaP)                               | Pouvoir au peuple (PaP)                               | Pouvoir au peuple (PaP)                               | 373 879          | 1,14             | 0                | 372 179         | 1,13            | Nv.             | 0               |                        |                        |                        | 0             | en stagnation |
|                          | CasaPound Italia (CPI)                                | CasaPound Italia (CPI)                                | CasaPound Italia (CPI)                                | 313 637          | 0,95             | 0                | 312 432         | 0,95            | 0,81            | 0               | 0                      | en stagnation          |                        |               |               |
|                          | Le Peuple de la famille (PdF)                         | Le Peuple de la famille (PdF)                         | Le Peuple de la famille (PdF)                         | 219 633          | 0,67             | 0                | 219 633         | 0,67            | Nv.             | 0               | 0                      | en stagnation          |                        |               |               |
|                          | L'Italie aux Italiens (Forza Nuova-Flamme tricolore)  | L'Italie aux Italiens (Forza Nuova-Flamme tricolore)  | L'Italie aux Italiens (Forza Nuova-Flamme tricolore)  | 125 949          | 0,38             | 0                | 126 543         | 0,39            | en stagnation   | 0               | 0                      | en stagnation          |                        |               |               |
|                          | Parti communiste (PC)                                 | Parti communiste (PC)                                 | Parti communiste (PC)                                 | 106 816          | 0,32             | 0                | 106 816         | 0,33            | 0,31            | 0               | 0                      | en stagnation          |                        |               |               |
|                          | Parti des valeurs humaines (PVU)                      | Parti des valeurs humaines (PVU)                      | Parti des valeurs humaines (PVU)                      | 49 128           | 0,15             | 0                | 47 953          | 0,15            | Nv.             | 0               | 0                      | en stagnation          |                        |               |               |
|                          | 10 fois mieux (10VM)                                  | 10 fois mieux (10VM)                                  | 10 fois mieux (10VM)                                  | 37 354           | 0,11             | 0                | 37 354          | 0,11            | Nv.             | 0               | 0                      | en stagnation          |                        |               |               |
|                          | Pour une gauche révolutionnaire (PSR)                 | Pour une gauche révolutionnaire (PSR)                 | Pour une gauche révolutionnaire (PSR)                 | 29 364           | 0,09             | 0                | 29 364          | 0,09            | Nv.             | 0               | 0                      | en stagnation          |                        |               |               |
|                          | Parti républicain italien-ALA (PRI)                   | Parti républicain italien-ALA (PRI)                   | Parti républicain italien-ALA (PRI)                   | 20 943           | 0,06             | 0                | 20 943          | 0,06            | Abs.            | 0               | 2 270                  | 0,20                   | 0                      | 0             | en stagnation |
|                          | Grand Nord (GN)                                       | Grand Nord (GN)                                       | Grand Nord (GN)                                       | 19 846           | 0,06             | 0                | 19 846          | 0,06            | Nv.             | 0               |                        |                        |                        | 0             | en stagnation |
|                          | Autodétermination (ADN)                               | Autodétermination (ADN)                               | Autodétermination (ADN)                               | 19 307           | 0,06             | 0                | 19 307          | 0,06            | Nv.             | 0               | 0                      | en stagnation          |                        |               |               |
|                          | Autres partis                                         | Autres partis                                         | Autres partis                                         | 38 057           | 0,12             | 0                | 23 402          | 0,07            | -               | 0               | 37 091                 | 3,30                   | 0                      | 0             | en stagnation |
|                          |                                                       |                                                       |                                                       |                  |                  |                  |                 |                 |                 |                 |                        |                        |                        |               |               |
|                          | Appuis au Gouvernement Conte I (M5S-Lega)             | Appuis au Gouvernement Conte I (M5S-Lega)             | Appuis au Gouvernement Conte I (M5S-Lega)             |                  |                  | 143              | 16 430 753      | 50,03           | -               | 206             |                        |                        | 3                      | 352           | -             |
|                          |                                                       |                                                       |                                                       |                  |                  |                  |                 |                 |                 |                 |                        |                        |                        |               |               |
| Suffrages exprimés       | Suffrages exprimés                                    | Suffrages exprimés                                    | Suffrages exprimés                                    | 32 907 395       | 96,80            |                  | 32 841 705      | 96,81           |                 |                 | 1 123 429              | 88,99                  |                        |               |               |
| Votes blancs             | Votes blancs                                          | Votes blancs                                          | Votes blancs                                          | 391 498          | 1,15             | 389 441          | 1,15            | 17 762          | 1,41            |                 |                        |                        |                        |               |               |
| Votes nuls               | Votes nuls                                            | Votes nuls                                            | Votes nuls                                            | 696 105          | 2,05             | 692 175          | 2,04            | 121 231         | 9,60            |                 |                        |                        |                        |               |               |
| Total                    | Total                                                 | Total                                                 | Total                                                 | 33 995 268       | 100              | 232              | 33 923 321      | 100             | -               | 386             | 1 262 422              | 100                    | 12                     | 630           | en stagnation |
| Abstentions              | Abstentions                                           | Abstentions                                           | Abstentions                                           | 12 609 629       | 27,06            |                  | 12 582 029      | 27,36           |                 |                 | 2 968 432              | 70,16                  |                        |               |               |
| Inscrits / participation | Inscrits / participation                              | Inscrits / participation                              | Inscrits / participation                              | 46 605 046       | 72,64            | 46 505 499       | 72,94           | 4 230 854       | 29,84           |                 |                        |                        |                        |               |               |

### Au Sénat de la République

#### Résultats nationaux
|                          |                                                       |                                                       |                                                       |                  |                  |                  |                 |                 |                 |                 |                        |                        |                        |               |               |  |  |  |  |  |  |  |  |  |  |  |  |  |  |
| Coalition                | Coalition                                             | Parti                                                 | Parti                                                 | Circonscriptions | Circonscriptions | Circonscriptions | Proportionnelle | Proportionnelle | Proportionnelle | Proportionnelle | Italiens de l'étranger | Italiens de l'étranger | Italiens de l'étranger | Total sièges  | +/-           |  |  |  |  |  |  |  |  |  |  |  |  |  |  |
| Coalition                | Coalition                                             | Parti                                                 | Parti                                                 | Voix             | %                | S                | Voix            | %               | +/-             | S               | Voix                   | %                      | S                      | Total sièges  | +/-           |  |  |  |  |  |  |  |  |  |  |  |  |  |  |
|                          | Coalition de centre droit (CDX)                       |                                                       | Ligue (Lega)                                          | 11 343 776       | 37,47            | 22               | 5 321 537       | 17,62           | 13,28           | 37              | 226 885                | 21,98                  | 0                      | 59            | 41            |  |  |  |  |  |  |  |  |  |  |  |  |  |  |
|                          | Coalition de centre droit (CDX)                       | Forza Italia (FI)                                     | 22                                                    | 11 343 776       | 37,47            | 4 358 004        | 14,43           | 8,30            | 33              | 2               | 226 885                | 21,98                  | 57                     | 41            |               |  |  |  |  |  |  |  |  |  |  |  |  |  |  |
|                          | Coalition de centre droit (CDX)                       | Frères d'Italie (FdI)                                 | 11                                                    | 11 343 776       | 37,47            | 1 286 606        | 4,26            | 2,33            | 7               | 0               | 226 885                | 21,98                  | 18                     | 18            |               |  |  |  |  |  |  |  |  |  |  |  |  |  |  |
|                          | Coalition de centre droit (CDX)                       | Nous avec l'Italie-UdC (NcI)                          | 4                                                     | 11 343 776       | 37,47            | 361 402          | 1,20            | 7,94            | 0               | 10 404          | 1,04                   | 0                      | 4                      | 15            |               |  |  |  |  |  |  |  |  |  |  |  |  |  |  |
| Total                    | Total                                                 | 59                                                    | 11 327 549                                            | 11 343 776       | 37,47            | 37,50            | 6,78            | 77              |                 |                 | 2                      | 138                    | 21                     |               |               |  |  |  |  |  |  |  |  |  |  |  |  |  |  |
|                          | Mouvement 5 étoiles (M5S)                             | Mouvement 5 étoiles (M5S)                             | Mouvement 5 étoiles (M5S)                             | 9 748 326        | 32,20            | 44               | 9 733 928       | 32,22           | 8,42            | 68              | 174 948                | 17,64                  | 0                      | 112           | 58            |  |  |  |  |  |  |  |  |  |  |  |  |  |  |
|                          | Coalition de centre gauche (CSX)                      |                                                       | Parti démocrate (PD)                                  | 6 947 199        | 22,95            | 7                | 5 783 360       | 19,14           | 8,30            | 43              | 279 489                | 27,08                  | 2                      | 52            | 59            |  |  |  |  |  |  |  |  |  |  |  |  |  |  |
|                          | Coalition de centre gauche (CSX)                      | +Europa (+Eu)                                         | 1                                                     | 6 947 199        | 22,95            | 714 821          | 2,37            | Nv.             | 0               | 55 625          | 5,39                   | 0                      | 1                      | en stagnation |               |  |  |  |  |  |  |  |  |  |  |  |  |  |  |
|                          | Coalition de centre gauche (CSX)                      | Italie Europe Ensemble (IEI)                          | 1                                                     | 6 947 199        | 22,95            | 163 454          | 0,54            | Nv.             | 0               |                 |                        |                        | 1                      | en stagnation |               |  |  |  |  |  |  |  |  |  |  |  |  |  |  |
|                          | Coalition de centre gauche (CSX)                      | Civique populaire (CP)                                | 1                                                     | 6 947 199        | 22,95            | 157 282          | 0,52            | Nv.             | 0               | 31 293          | 3,15                   | 0                      | 1                      | en stagnation |               |  |  |  |  |  |  |  |  |  |  |  |  |  |  |
|                          | Coalition de centre gauche (CSX)                      | Liste commune SVP-PATT                                | 2                                                     | 6 947 199        | 22,95            | 128 282          | 0,42            | 0,01            | 1               |                 |                        |                        | 3                      | en stagnation |               |  |  |  |  |  |  |  |  |  |  |  |  |  |  |
|                          | Coalition de centre gauche (CSX)                      | Vallée d'Aoste (VdA)                                  | 15 958                                                | 0,05             | 1                |                  |                 |                 |                 | 1               | en stagnation          |                        |                        |               |               |  |  |  |  |  |  |  |  |  |  |  |  |  |  |
| Total                    | Total                                                 | 6 963 157                                             | 23,00                                                 | 13               | 6 947 199        | 23,00            | 8,63            | 44              |                 |                 | 2                      | 59                     | 64                     |               |               |  |  |  |  |  |  |  |  |  |  |  |  |  |  |
|                          | Libres et égaux (LeU)                                 | Libres et égaux (LeU)                                 | Libres et égaux (LeU)                                 | 991 159          | 3,27             | 0                | 991 159         | 3,28            | Nv.             | 4               | 55 279                 | 5,57                   | 0                      | 4             | 4             |  |  |  |  |  |  |  |  |  |  |  |  |  |  |
|                          | Mouvement associatif des Italiens à l'étranger (MAIE) | Mouvement associatif des Italiens à l'étranger (MAIE) | Mouvement associatif des Italiens à l'étranger (MAIE) |                  |                  |                  |                 |                 |                 |                 | 110 879                | 10,74                  | 1                      | 1             | en stagnation |  |  |  |  |  |  |  |  |  |  |  |  |  |  |
|                          | Union sud-américaine des émigrés italiens (USEI)      | Union sud-américaine des émigrés italiens (USEI)      | Union sud-américaine des émigrés italiens (USEI)      | 68 233           | 6,61             | 1                | 1               | 1               |                 |                 |                        |                        |                        |               |               |  |  |  |  |  |  |  |  |  |  |  |  |  |  |
|                          | Pouvoir au peuple (PaP)                               | Pouvoir au peuple (PaP)                               | Pouvoir au peuple (PaP)                               | 322 181          | 1,06             | 0                | 320 493         | 1,06            | Nv.             | 0               |                        |                        |                        | 0             | en stagnation |  |  |  |  |  |  |  |  |  |  |  |  |  |  |
|                          | CasaPound Italia (CPI)                                | CasaPound Italia (CPI)                                | CasaPound Italia (CPI)                                | 260 925          | 0,86             | 0                | 259 718         | 0,86            | 0,73            | 0               | 0                      | en stagnation          |                        |               |               |  |  |  |  |  |  |  |  |  |  |  |  |  |  |
|                          | Le Peuple de la famille (PdF)                         | Le Peuple de la famille (PdF)                         | Le Peuple de la famille (PdF)                         | 211 759          | 0,70             | 0                | 211 759         | 0,70            | Nv.             | 0               | 0                      | en stagnation          |                        |               |               |  |  |  |  |  |  |  |  |  |  |  |  |  |  |
|                          | L'Italie aux Italiens (Forza Nuova-Flamme tricolore)  | L'Italie aux Italiens (Forza Nuova-Flamme tricolore)  | L'Italie aux Italiens (Forza Nuova-Flamme tricolore)  | 149 907          | 0,50             | 0                | 149 907         | 0,50            | 0,06            | 0               | 0                      | en stagnation          |                        |               |               |  |  |  |  |  |  |  |  |  |  |  |  |  |  |
|                          | Parti communiste (PC)                                 | Parti communiste (PC)                                 | Parti communiste (PC)                                 | 101 648          | 0,34             | 0                | 101 648         | 0,34            | 0,32            | 0               | 0                      | en stagnation          |                        |               |               |  |  |  |  |  |  |  |  |  |  |  |  |  |  |
|                          | Parti des valeurs humaines (PVU)                      | Parti des valeurs humaines (PVU)                      | Parti des valeurs humaines (PVU)                      | 39 639           | 0,13             | 0                | 38 749          | 0,12            | Nv.             | 0               | 0                      | en stagnation          |                        |               |               |  |  |  |  |  |  |  |  |  |  |  |  |  |  |
|                          | Pour une gauche révolutionnaire (PSR)                 | Pour une gauche révolutionnaire (PSR)                 | Pour une gauche révolutionnaire (PSR)                 | 32 623           | 0,11             | 0                | 32 623          | 0,11            | Nv.             | 0               | 0                      | en stagnation          |                        |               |               |  |  |  |  |  |  |  |  |  |  |  |  |  |  |
|                          | Parti républicain italien-ALA (PRI)                   | Parti républicain italien-ALA (PRI)                   | Parti républicain italien-ALA (PRI)                   | 27 384           | 0,09             | 0                | 27 384          | 0,09            | Abs.            | 0               | 0                      | en stagnation          |                        |               |               |  |  |  |  |  |  |  |  |  |  |  |  |  |  |
|                          | Autodétermination (ADN)                               | Autodétermination (ADN)                               | Autodétermination (ADN)                               | 20 468           | 0,07             | 0                | 20 468          | 0,07            | Nv.             | 0               | 0                      | en stagnation          |                        |               |               |  |  |  |  |  |  |  |  |  |  |  |  |  |  |
|                          | Grand Nord (GN)                                       | Grand Nord (GN)                                       | Grand Nord (GN)                                       | 17 507           | 0,06             | 0                | 17 507          | 0,06            | Nv.             | 0               | 0                      | en stagnation          |                        |               |               |  |  |  |  |  |  |  |  |  |  |  |  |  |  |
|                          | Autres partis                                         | Autres partis                                         | Autres partis                                         | 41 842           | 0,14             | 0                | 30 470          | 0,10            | -               | 0               | 6 960                  | 0,67                   | 0                      | 0             | -             |  |  |  |  |  |  |  |  |  |  |  |  |  |  |
|                          |                                                       |                                                       |                                                       |                  |                  |                  |                 |                 |                 |                 |                        |                        |                        |               |               |  |  |  |  |  |  |  |  |  |  |  |  |  |  |
|                          | Appuis au Gouvernement Conte I (M5S-Lega)             | Appuis au Gouvernement Conte I (M5S-Lega)             | Appuis au Gouvernement Conte I (M5S-Lega)             |                  |                  | 65               | 15 055 465      | 49,84           | -               | 105             |                        |                        | 0                      | 170           | -             |  |  |  |  |  |  |  |  |  |  |  |  |  |  |
|                          |                                                       |                                                       |                                                       |                  |                  |                  |                 |                 |                 |                 |                        |                        |                        |               |               |  |  |  |  |  |  |  |  |  |  |  |  |  |  |
| Suffrages exprimés       | Suffrages exprimés                                    | Suffrages exprimés                                    | Suffrages exprimés                                    | 30 272 301       | 96,72            |                  | 30 210 561      | 95,52           |                 |                 | 1 032 063              | 87,39                  |                        |               |               |  |  |  |  |  |  |  |  |  |  |  |  |  |  |
| Votes blancs             | Votes blancs                                          | Votes blancs                                          | Votes blancs                                          | 378 396          | 1,21             | 376 765          | 1,21            | 17 508          | 1,51            |                 |                        |                        |                        |               |               |  |  |  |  |  |  |  |  |  |  |  |  |  |  |
| Votes nuls               | Votes nuls                                            | Votes nuls                                            | Votes nuls                                            | 647 787          | 2,07             | 644 488          | 2,06            | 111 414         | 9,60            |                 |                        |                        |                        |               |               |  |  |  |  |  |  |  |  |  |  |  |  |  |  |
| Total                    | Total                                                 | Total                                                 | Total                                                 | 31 298 484       | 100              | 116              | 31 231 814      | 100             | -               | 193             | 1 160 985              | 100                    | 6                      | 315           | en stagnation |  |  |  |  |  |  |  |  |  |  |  |  |  |  |
| Abstentions              | Abstentions                                           | Abstentions                                           | Abstentions                                           | 11 573 636       | 27,00            |                  | 11 548 219      | 26,99           |                 |                 | 2 674 795              | 69,73                  |                        |               |               |  |  |  |  |  |  |  |  |  |  |  |  |  |  |
| Inscrits / participation | Inscrits / participation                              | Inscrits / participation                              | Inscrits / participation                              | 42 872 120       | 73,00            | 42 780 033       | 73,01           | 3 835 780       | 30,27           |                 |                        |                        |                        |               |               |  |  |  |  |  |  |  |  |  |  |  |  |  |  |

## Analyse sociologique du vote
| Coalition                      | Centre droit | Mouvement 5 étoiles | Coalition de centre gauche | Libres et égaux | Autres | Partici- pation |
| ------------------------------ | ------------ | ------------------- | -------------------------- | --------------- | ------ | --------------- |
| Coalition                      |              |                     |                            |                 |        | Partici- pation |
| Moyenne nationale              | 37,0 %       | 32,7 %              | 22,9 %                     | 3,4 %           | 4,0 %  | 72,9 %          |
| Sexe                           |              |                     |                            |                 |        |                 |
| Homme                          | 36,8 %       | 32,8 %              | 22,9 %                     | 3,5 %           | 4,0 %  | 72,5 %          |
| Femme                          | 37,1 %       | 32,9 %              | 22,9 %                     | 2,7 %           | 3,7 %  | 68,3 %          |
| Âge                            |              |                     |                            |                 |        |                 |
| 18–34 ans                      | 34,4 %       | 35,3 %              | 21,5 %                     | 5,0 %           | 3,8 %  | 70,1 %          |
| 35–49 ans                      | 37,4 %       | 35,4 %              | 20,3 %                     | 2,7 %           | 4,2 %  | 72,2 %          |
| 50–64 ans                      | 38,3 %       | 34,0 %              | 20,1 %                     | 3,2 %           | 4,4 %  | 72,4 %          |
| Plus de 65 ans                 | 36,9 %       | 27,1 %              | 30,1 %                     | 3,0 %           | 2,9 %  | 66,3 %          |
| Activité                       |              |                     |                            |                 |        |                 |
| Étudiant                       | 29,9 %       | 32,3 %              | 24,4 %                     | 8,2 %           | 5,2 %  | 66,8 %          |
| Sans emploi                    | 41,8 %       | 37,2 %              | 15,1 %                     | 0,6 %           | 5,3 %  | 63,7 %          |
| Femme de foyer                 | 41,1 %       | 36,1 %              | 17,4 %                     | 1,8 %           | 3,6 %  | 65,9 %          |
| Col bleu                       | 42,6 %       | 37,0 %              | 14,1 %                     | 1,3 %           | 5,0 %  | 72,0 %          |
| Col blanc                      | 29,4 %       | 36,1 %              | 25,4 %                     | 5,6 %           | 3,5 %  | 75,6 %          |
| Auto-entrepreneur              | 46,9 %       | 31,8 %              | 15,1 %                     | 2,3 %           | 3,9 %  | 73,3 %          |
| Patron                         | 31,8 %       | 31,2 %              | 29,5 %                     | 3,3 %           | 4,2 %  | 77,9 %          |
| Retraité                       | 36,6 %       | 26,4 %              | 30,5 %                     | 3,7 %           | 2,8 %  | 68,8 %          |
| Secteur d'activité             |              |                     |                            |                 |        |                 |
| Secteur public                 | 29,7 %       | 41,6 %              | 24,0 %                     | 1,7 %           | 3,9 %  | 71,8 %          |
| Secteur privé                  | 35,6 %       | 34,0 %              | 22,0 %                     | 4,3 %           | 4,1 %  | 72,7 %          |
| Plus haut diplôme              |              |                     |                            |                 |        |                 |
| Elementare                     | 36,1 %       | 30,0 %              | 28,5 %                     | 2,3 %           | 3,1 %  | 64,9 %          |
| Lic. media                     | 42,7 %       | 33,3 %              | 18,4 %                     | 2,2 %           | 3,4 %  | 70,5 %          |
| Diploma                        | 34,9 %       | 36,1 %              | 20,3 %                     | 4,7 %           | 4,0 %  | 74,1 %          |
| Laurea                         | 28,8 %       | 29,3 %              | 31,4 %                     | 5,5 %           | 5,0 %  | 72,0 %          |
| Présence dans un lieu de culte |              |                     |                            |                 |        |                 |
| Hebdomadaire ou plus           | 38,2 %       | 30,9 %              | 26,0 %                     | 2,2 %           | 2,7 %  | 68,9 %          |
| Mensuelle                      | 44,6 %       | 31,4 %              | 18,5 %                     | 2,6 %           | 2,9 %  | 72,0 %          |
| Occasionnelle                  | 38,6 %       | 34,9 %              | 20,0 %                     | 3,2 %           | 3,3 %  | 71,2 %          |
| Jamais                         | 30,8 %       | 33,7 %              | 24,8 %                     | 5,2 %           | 5,5 %  | 69,9 %          |

## Conséquences
Le 5 mars 2018, Matteo Renzi annonce qu'il restera à la tête du Parti démocrate jusqu'au congrès du parti devant se dérouler après la formation du gouvernement, et qu'il ne s'y portera pas candidat. Il devrait ainsi mener le Parti démocrate au cours des mois de négociations suivant l'élection, qu'il entame en annonçant que le parti sera résolument dans l'opposition, et refusera toute alliance avec le Mouvement 5 étoiles, que certains cadres de son parti, comme Dario Franceschini[réf. nécessaire], envisagent, ainsi qu'avec la Ligue, bloquant tout accord éventuel incluant les démocrates.

### Difficile formation d'un gouvernement
Le 18 avril suivant, le président Sergio Mattarella charge la nouvellement élue présidente du Sénat, Elisabetta Casellati, de sonder la coalition de droite et le Mouvement 5 étoiles quant à faisabilité d'un gouvernement de coalition. Le M5S réitère sa proposition de coalition avec la Ligue, ainsi que son opposition à une participation du parti de Silvio Berlusconi, le qualifiant de l'« incarnation de tous les maux de la vieille classe politique ». La Ligue ne repousse pas l'idée d'une coalition avec le M5S, mais refuse de rompre avec Forza Italia, dans un contexte d'élections régionales au Molise et en Frioul-Vénétie julienne, remportées par la coalition de centre droit.
Le président Mattarella charge alors le tout récemment élu président de la Chambre des députés Roberto Fico d'un mandat similaire quant à la possibilité d'une coalition entre le M5S et le Parti démocrate. L'offre est refusée par le Parti démocrate, dont le dirigeant Matteo Renzi maintient son veto.
Le 7 mai, constatant l'échec des négociations et le maintien par l'ensemble des partis de leurs points de blocages respectifs, Mattarella annonce son intention de nommer un nouveau gouvernement neutre et apolitique, qui serait chargé des affaires courantes en attendant l'organisation d'élections anticipées, possiblement en juillet. Les sondages prévoient alors un maintien de la situation de blocage à défaut d'un changement de loi électorale, le M5S, et les coalition de centre gauche et de centre droit conservant leurs intentions de vote respectives. Au sein de cette dernière, cependant, une tendance vers un important report des voix de Forza Italia vers la Ligue est souligné.

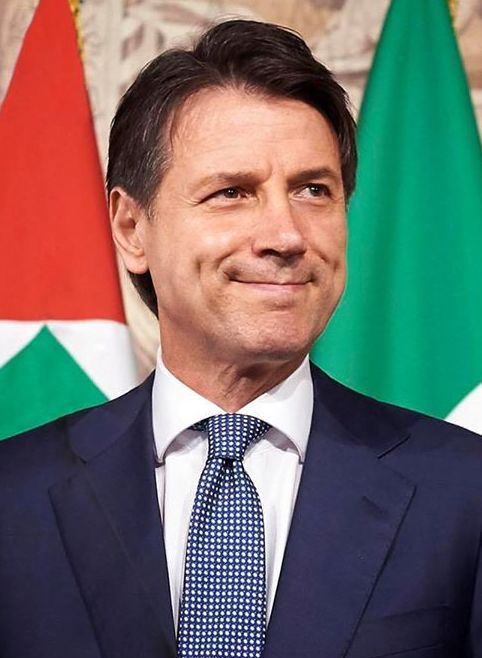
Giuseppe Conte en 2018.

L'annonce du président Mattarella semble provoquer un sursaut chez la Ligue et le M5S, qui s'étaient publiquement opposées à la formation d'un tel gouvernement de transition. Les deux partis demandent alors officiellement au président de surseoir à sa décision afin de leur permettre d'arriver à un accord. Le même jour, Silvio Berlusconi annonce que son parti ne s'oppose plus à la formation d'une coalition l'excluant. Forza Italia ne votera pas la confiance à un éventuel gouvernement de coalition Ligue-M5S, mais ne quittera pas pour autant la coalition de centre droit. Cette décision fait ainsi sauter le verrou bloquant les négociations à droite.
Le 13 mai, le M5S et la Ligue parviennent à un accord préliminaire sur un programme commun, laissant le champ libre à des négociations plus poussées sur la personnalité amenée à devenir président du Conseil des ministres et sur la composition de son gouvernement. Ni di Maio ni Salvini n'acceptant qu'une personnalité politique de l'autre parti ne devienne président du Conseil, les négociations se poursuivent plusieurs jours, tandis que l'ébauche finale d'un programme commun est dévoilé le 18 mai, provoquant l'émoi de l'Union Européenne et de ses principaux dirigeants. Les dépenses prévues par l'abaissement des seuils des impôts, l'annulation de la récente réforme de Matteo Renzi sur l'extension de l'âge de départ à la retraite, ainsi que la mise en place d'une revenu universel — bien que reportée à 2020 —, sont fortement critiquées. La coalition est qualifiée de populiste, d'autant plus que le programme prévoit alors de demander à l'UE de revenir sur ses exigences en matière de rigueur budgétaire, son objectif étant une fin de l'austérité et une reprise économique via une relance de la demande interne. L'accession au pouvoir de partis fortement eurosceptiques, en particulier la Ligue, soupçonnée d'entretenir l'idée d'une sortie de l'Italie de la monnaie unique, provoque une vive inquiétude, bien que le programme ne contienne pas de mention d'une sortie de l'euro.
Les deux partis font néanmoins valider leur programme commun par leurs bases militantes respectives, toutes deux l'approuvant à plus de 90 % entre le 18 et le 20 mai. Giuseppe Conte, juriste et universitaire proche du M5S, mais inconnu du grand public, est suggéré comme président du Conseil par Salvini et Di Maio, ces derniers devant devenir vice-présidents du Conseil, chargés respectivement de l'Intérieur et du Développement économique, du Travail et des Affaires sociales. Deux jours plus tard, Conte rencontre le président pour recevoir officiellement le mandat de former un nouveau gouvernement.

### Tractations et composition d'un gouvernement M5S/Ligue

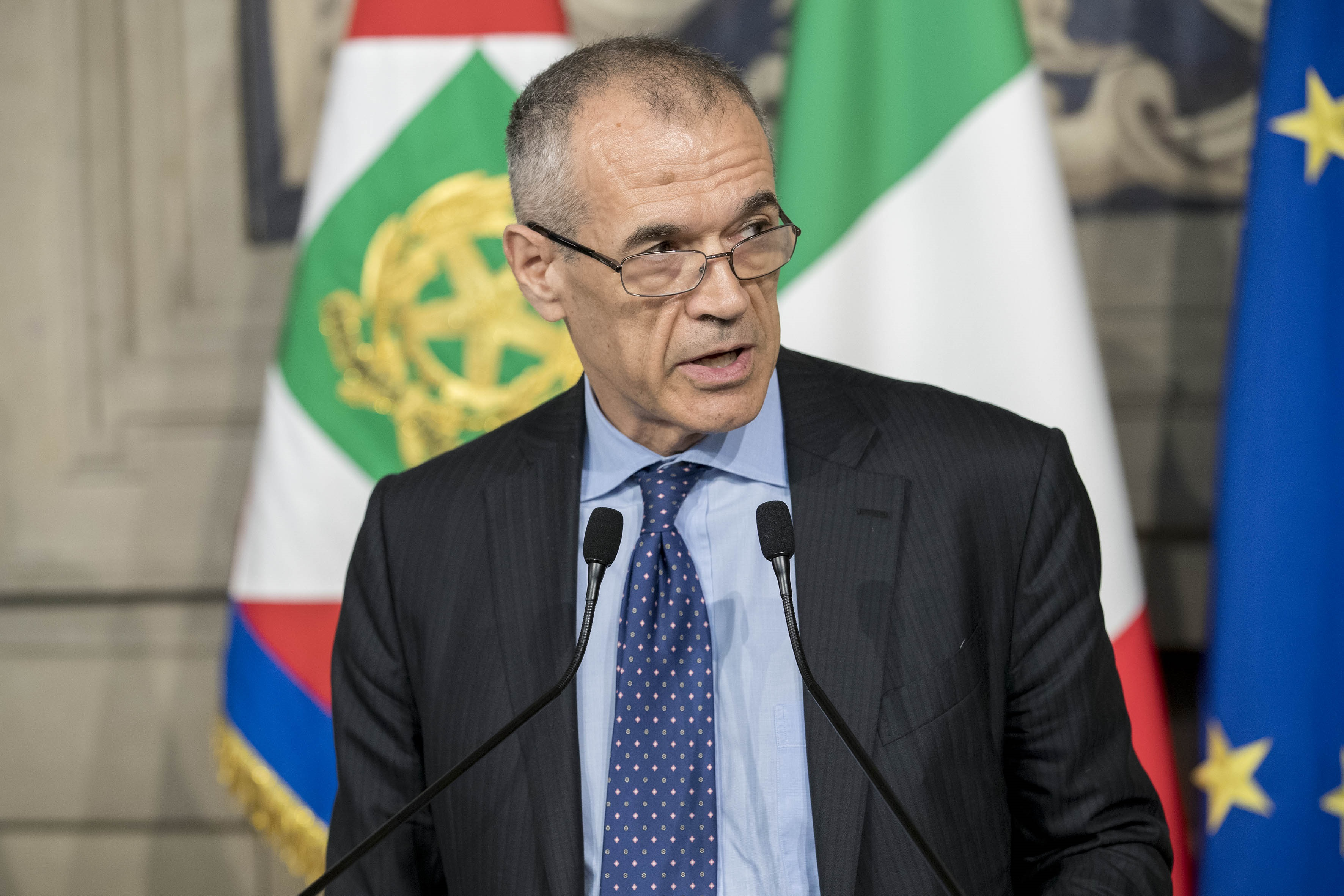
Carlo Cottarelli

La mise en place du gouvernement achoppe cependant sur un nom : en faisant valoir ses pouvoirs constitutionnels, le président Mattarella refuse en effet d'approuver la nomination de Paolo Savona, un eurosceptique convaincu et pourfendeur réputé de la monnaie unique, au ministère de l'Économie et des Finances, et, le 27 mai, Conte renonce à former un gouvernement,. La majorité dénonce alors un « coup d'État » et Di Maio va jusqu'à menacer le président de poursuites légales, voire d'une procédure de destitution en vertu de l'article 90 de la Constitution italienne, même si l'idée se confronte aux réticences de Matteo Salvini.
En attendant, le chef de l'État charge Carlo Cottarelli, un économiste du FMI, de former un « gouvernement technique de transition ». Le Parti démocrate annonce qu'il votera la confiance, tandis que la Ligue et le Mouvement cinq étoiles voteront contre. Salvini annonce songer à voter une nouvelle loi électorale, fort de la majorité que les deux partis possèdent ensemble au Parlement, voire à maintenir leur coalition pour les futures élections. Les chances pour Cottarelli d'obtenir la confiance sont ainsi considérées quasi nulles. Des élections anticipées sont alors attendues pour l'automne,,,.
Le 30 mai, la formation d'un potentiel exécutif dirigé par Cottarelli est gelée à la suite d'un appel de Luigi di Maio à relancer les négociations lors d'une rencontre avec le président Mattarella. Les tractations reprennent et, le 31 mai, Giuseppe Conte est rappelé au palais présidentiel pour être finalement nommé président du Conseil, après un compromis sur la composition du nouveau gouvernement, cette fois validée par le président Mattarella. Luigi Di Maio et Matteo Salvini y deviennent vice-présidents du Conseil, le premier chargé du Développement économique et le second de l'Intérieur, comme cela a été envisagé initialement. Le ministère de l'Économie et des Finances est finalement attribué à Giovanni Tria, un professeur d'économie politique proche de la Ligue, mais favorable au maintien de l'Italie dans l'euro. Savona se voit pour sa part attribué le ministère pour les Affaires européennes. Le gouvernement Conte entre finalement en fonction le 1er juin 2018, après avoir prêté serment au Quirinal.